# چارلز ببکاک
چارلز ببکاک (به انگلیسی: Charles Babcock) متولد ۱۸۳۹ در نیویورک، معمار آمریکایی قرن نوزدهم بود.
او مدتی با ریچارد آپجان کار کرد.
ببکاک در ۱۹۱۳ فوت کرد. او بنیانگذار موسسه معماران آمریکا (AIA) و مدرسه معماری دانشگاه کرنل بود.